# Großer Preis von Mexiko 2022
Der Große Preis von Mexiko 2022 (offiziell Formula 1 Gran Premio De La Ciudad De México 2022) fand am 30. Oktober auf dem Autódromo Hermanos Rodríguez in Mexiko-Stadt statt und war das 20. Rennen der Formel-1-Weltmeisterschaft 2022.

## Bericht

### Hintergründe
Seit dem Großen Preis von Japan stand Max Verstappen als Weltmeister fest, nach dem Großen Preis der USA führte dieser in der Fahrerwertung mit 124 Punkten vor Charles Leclerc und mit 126 Punkten vor Sergio Pérez. In der Konstrukteurswertung stand seit dem Großen Preis der USA Red Bull Racing als Konstrukteursmeister fest, das Team führte mit 187 Punkten vor Ferrari und mit 240 Punkten vor Mercedes.
Mit Verstappen (dreimal) und Lewis Hamilton (zweimal) traten zwei ehemalige Sieger zu diesem Grand Prix an.
Als Rennkommissare für dieses Rennwochenende fungierten Tim Mayer (USA), Silvia Bellot (ESP), Vitantonio Liuzzi (ITA) und Freddy Van Beuren (MEX).

### Training
Im ersten freien Training fuhr Carlos Sainz jr. in 1:20,707 Minuten die schnellste Runde, gefolgt von Leclerc und Pérez.
Im zweiten freien Training fuhr dann George Russell in 1:19,970 Minuten die schnellste Runde vor Yuki Tsunoda und Esteban Ocon.
Im dritten freien Training war Russell erneut mit 1:18,399 Minuten Schnellster vor Hamilton und Verstappen.

### Qualifying
Das Qualifying bestand aus drei Teilen mit einer Nettolaufzeit von 45 Minuten. Im ersten Qualifying-Segment (Q1) hatten die Fahrer 18 Minuten Zeit, um sich für das Rennen zu qualifizieren. Alle Fahrer, die im ersten Abschnitt eine Zeit erzielten, die maximal 107 Prozent der schnellsten Rundenzeit betrug, qualifizierten sich für den Grand Prix. Die besten 15 Fahrer erreichten den zweiten Abschnitt. Hamilton war Schnellster. Mick Schumacher, die beiden Aston-Martin-Fahrer und die beiden Williams-Piloten schieden aus.
Der zweite Abschnitt (Q2) dauerte 15 Minuten. Die schnellsten zehn Piloten qualifizierten sich für den dritten Teil des Qualifyings. Hamilton war erneut Schnellster. Daniel Ricciardo, Guanyu Zhou, die beiden AlphaTauri-Fahrer und Kevin Magnussen schieden aus.
Der finale Abschnitt (Q3) ging über eine Zeit von zwölf Minuten, in denen die ersten zehn Startpositionen vergeben wurden. Verstappen war Schnellster und sicherte sich mit 1:17,775 Minuten die Pole-Position. Die beiden Mercedes von Russell und Hamilton folgten auf den Plätzen zwei und drei.

### Rennen
Die Fahrer von Red Bull-Racing und Ferrari gingen zusammen mit Tsunoda, Schumacher, Sebastian Vettel und Nicholas Latifi auf Soft-Reifen ins Rennen, die anderen auf Medium-Reifen. Verstappen behielt in der ersten Kurve die Führung des Grand Prix. Hinter ihm fuhren Hamilton, der mit seinem Teamkollegen Russell kämpfte. Pérez nutzte dies aus und intervenierte zwischen den beiden. Dann folgten die beiden Ferrari-Piloten, Fernando Alonso, Valtteri Bottas und Ocon. Verstappen konnte auf weichen Reifen keinen großen Vorsprung auf Hamilton herausholen, der stattdessen auf Mediums setzte. Nach 20 Runden hatte der Niederländer einen Vorsprung von 2,3 Sekunden auf den Briten, 6 Sekunden auf seinen Teamkollegen Pérez und 7,6 Sekunden auf Russell. Sainz jr. lag weiter zurück, über 17 Sekunden, vor Leclerc, der 21 Sekunden hinter dem Führenden lag.
Pérez war der erste der führenden Fahrer, der in der 24. Runde die Reifen wechselte. Der Mexikaner entschied sich für Mediums, aber ein Problem mit dem Herausrutschen des linken Hinterreifens verlangsamt seine Rückkehr auf die Strecke. Zwei Runden später folgte Verstappen derselben Wahl. In Runde 27 überholte Pérez Leclerc und erkämpfte sich den fünften Platz. Der Monegasse stoppte in der 29. Runde an der Box. Hamilton, der Führende des Rennens, wartete mit seinem Stopp die 30. Runde ab und beschloss, auf die harte Reifenmischung zu wechseln. Der Brite kehrte als Dritter hinter Verstappen ins Rennen zurück. Auch Sainz jr. stoppte in der 30. Runde. Nun übernahm Russell die Führung und versuchte, den Stint zu verlängern, um das Rennen dann auf weichen Reifen beenden zu können. In Runde 34 wurde der Brite jedoch zum Reifenwechsel an die Box zurückgerufen. Auch in diesem Fall entschied sich Mercedes für den Einsatz von harten Reifen.
Verstappen kehrte an die Spitze des Rennens zurück, vor Hamilton, Pérez, Russell, Alonso, Bottas und dem Ferrari-Duo. In der 39. Runde ging Sainz jr. an Bottas vorbei, der kurz darauf an die Box ging, um auf harte Reifen zu wechseln. Zwei Runden später überholte der Spanier auch Alonso und rückte auf die fünfte Position zurück. Unmittelbar danach wechselte der Alpine-Fahrer die Reifen. Nach 43 Runden hatte Verstappen, der sich die bessere Wettbewerbsfähigkeit der Medium-Reifen zunutze macht, einen Vorsprung von 9,3 Sekunden vor Hamilton, der sich über die Reifenwahl beschwerte. Pérez lag 11,3 Sekunden hinter dem Führenden, während Russell über 18 Sekunden weiter weg war.
In der 50. Runde prallte Ricciardo gegen Tsunodas Auto und versuchte, sich den elften Platz zu sichern. Der Schaden am AlphaTauri-Auto war zu groß, als dass die Japaner das Rennen fortsetzen könnten. Die Rennleitung bestrafte den Australier von McLaren mit einer Strafe von zehn Sekunden. Ricciardo nutzte die in Runde 46 montierten weichen Reifen aus, überholte Norris, Bottas und die beiden Alpine und rückte auf den siebten Platz vor. Alonso musste in der 65. Runde wegen eines technischen Problems aufgeben. Die Rennleitung setzte daraufhin das virtuelle Safety-Car ein, welches zwei Runden andauerte. In der 68. Runde überholte Pierre Gasly Alexander Albon und belegte den elften Platz, schaffte es aber nicht, Bottas unter Druck zu setzen und in die Punktezone zu kommen. In der vorletzten Runde ging Russell an die Box, zog weiche Reifen auf und fuhr die schnellste Runde des Rennens.
Verstappen gewann schlussendlich das Rennen vor Hamilton und seinem Teamkollegen Pérez. Für Verstappen war es der 34. Sieg in der Formel-1-Weltmeisterschaft. Die restlichen Punkteplatzierungen gingen an Russell, Sainz jr., Leclerc, Ricciardo, Ocon, Lando Norris und Bottas.

## Meldeliste
| Team                                  | Nr. | Fahrer            | Chassis                           | Motor                             | Reifen |
| ------------------------------------- | --- | ----------------- | --------------------------------- | --------------------------------- | ------ |
| Oracle Red Bull Racing                | 01  | Max Verstappen    | Red Bull Racing RB18              | Red Bull RBPTH001                 | P      |
| Oracle Red Bull Racing                | 11  | Sergio Pérez      | Red Bull Racing RB18              | Red Bull RBPTH001                 | P      |
| Mercedes-AMG Petronas F1 Team         | 63  | George Russell    | Mercedes-AMG F1 W13 E Performance | Mercedes-AMG F1 M13 E Performance | P      |
| Mercedes-AMG Petronas F1 Team         | 19  | Nyck de Vries     | Mercedes-AMG F1 W13 E Performance | Mercedes-AMG F1 M13 E Performance | P      |
| Mercedes-AMG Petronas F1 Team         | 44  | Lewis Hamilton    | Mercedes-AMG F1 W13 E Performance | Mercedes-AMG F1 M13 E Performance | P      |
| Scuderia Ferrari                      | 16  | Charles Leclerc   | Ferrari F1-75                     | Ferrari 066/7                     | P      |
| Scuderia Ferrari                      | 55  | Carlos Sainz jr.  | Ferrari F1-75                     | Ferrari 066/7                     | P      |
| McLaren F1 Team                       | 03  | Daniel Ricciardo  | McLaren MCL36                     | Mercedes-AMG F1 M13 E Performance | P      |
| McLaren F1 Team                       | 04  | Lando Norris      | McLaren MCL36                     | Mercedes-AMG F1 M13 E Performance | P      |
| BWT Alpine F1 Team                    | 14  | Fernando Alonso   | Alpine A522                       | Renault E-Tech RE22               | P      |
| BWT Alpine F1 Team                    | 31  | Esteban Ocon      | Alpine A522                       | Renault E-Tech RE22               | P      |
| BWT Alpine F1 Team                    | 82  | Jack Doohan       | Alpine A522                       | Renault E-Tech RE22               | P      |
| Scuderia AlphaTauri                   | 10  | Pierre Gasly      | AlphaTauri AT03                   | Red Bull RBPTH001                 | P      |
| Scuderia AlphaTauri                   | 22  | Yuki Tsunoda      | AlphaTauri AT03                   | Red Bull RBPTH001                 | P      |
| Scuderia AlphaTauri                   | 40  | Liam Lawson       | AlphaTauri AT03                   | Red Bull RBPTH001                 | P      |
| Aston Martin Aramco Cognizant F1 Team | 18  | Lance Stroll      | Aston Martin AMR22                | Mercedes-AMG F1 M13 E Performance | P      |
| Aston Martin Aramco Cognizant F1 Team | 05  | Sebastian Vettel  | Aston Martin AMR22                | Mercedes-AMG F1 M13 E Performance | P      |
| Williams Racing                       | 23  | Alexander Albon   | Williams FW44                     | Mercedes-AMG F1 M13 E Performance | P      |
| Williams Racing                       | 45  | Logan Sargeant    | Williams FW44                     | Mercedes-AMG F1 M13 E Performance | P      |
| Williams Racing                       | 06  | Nicholas Latifi   | Williams FW44                     | Mercedes-AMG F1 M13 E Performance | P      |
| Alfa Romeo F1 Team ORLEN              | 77  | Valtteri Bottas   | Alfa Romeo C42                    | Ferrari 066/7                     | P      |
| Alfa Romeo F1 Team ORLEN              | 24  | Zhou Guanyu       | Alfa Romeo C42                    | Ferrari 066/7                     | P      |
| Haas F1 Team                          | 20  | Kevin Magnussen   | Haas VF-22                        | Ferrari 066/7                     | P      |
| Haas F1 Team                          | 51  | Pietro Fittipaldi | Haas VF-22                        | Ferrari 066/7                     | P      |
| Haas F1 Team                          | 47  | Mick Schumacher   | Haas VF-22                        | Ferrari 066/7                     | P      |

Anmerkungen
1. 1 2  Der Mercedes mit der Startnummer 19 wurde im ersten freien Training für de Vries eingesetzt. Russell übernahm das Fahrzeug anschließend für das restliche Rennwochenende mit seiner Startnummer 63.
2. 1 2  Der Alpine mit der Startnummer 82 wurde im ersten freien Training für Doohan eingesetzt. Ocon übernahm das Fahrzeug anschließend für das restliche Rennwochenende mit seiner Startnummer 31.
3. 1 2  Der AlphaTauri mit der Startnummer 40 wurde im ersten freien Training für Lawson eingesetzt. Tsunoda übernahm das Fahrzeug anschließend für das restliche Rennwochenende mit seiner Startnummer 22.
4. 1 2  Der Williams mit der Startnummer 45 wurde im ersten freien Training für Sargeant eingesetzt. Albon übernahm das Fahrzeug anschließend für das restliche Rennwochenende mit seiner Startnummer 23.
5. 1 2  Der Haas mit der Startnummer 51 wurde im ersten freien Training für Fittipaldi eingesetzt. Magnussen übernahm das Fahrzeug anschließend für das restliche Rennwochenende mit seiner Startnummer 20.

## Klassifikationen

### Qualifying
| Pos. | Fahrer           | Konstrukteur                 | Q1       | Q2       | Q3       | Start |
| ---- | ---------------- | ---------------------------- | -------- | -------- | -------- | ----- |
| 01   | Max Verstappen   | Red Bull Racing-RBPT         | 1:19,222 | 1:18,566 | 1:17,775 | 01    |
| 02   | George Russell   | Mercedes                     | 1:19,583 | 1:18,565 | 1:18,079 | 02    |
| 03   | Lewis Hamilton   | Mercedes                     | 1:19,169 | 1:18,552 | 1:18,084 | 03    |
| 04   | Sergio Pérez     | Red Bull Racing-RBPT         | 1:19,706 | 1:18,615 | 1:18,128 | 04    |
| 05   | Carlos Sainz jr. | Ferrari                      | 1:19,566 | 1:18,560 | 1:18,351 | 05    |
| 06   | Valtteri Bottas  | Alfa Romeo-Ferrari           | 1:19,523 | 1:18,762 | 1:18,401 | 06    |
| 07   | Charles Leclerc  | Ferrari                      | 1:19,505 | 1:19,109 | 1:18,555 | 07    |
| 08   | Lando Norris     | McLaren-Mercedes             | 1:19,857 | 1:19,119 | 1:18,721 | 08    |
| 09   | Fernando Alonso  | Alpine-Renault               | 1:20,006 | 1:19,272 | 1:18,939 | 09    |
| 10   | Esteban Ocon     | Alpine-Renault               | 1:19,945 | 1:19,081 | 1:19,010 | 10    |
| 11   | Daniel Ricciardo | McLaren-Mercedes             | 1:20,279 | 1:19,325 | –        | 11    |
| 12   | Zhou Guanyu      | Alfa Romeo-Ferrari           | 1:20,283 | 1:19,476 | –        | 12    |
| 13   | Yuki Tsunoda     | AlphaTauri-RBPT              | 1:19,907 | 1:19,589 | –        | 13    |
| 14   | Pierre Gasly     | AlphaTauri-RBPT              | 1:20,256 | 1:19,672 | –        | 14    |
| 15   | Kevin Magnussen  | Haas-Ferrari                 | 1:20,293 | 1:19,833 | –        | 19    |
| 16   | Mick Schumacher  | Haas-Ferrari                 | 1:20,419 | –        | –        | 15    |
| 17   | Sebastian Vettel | Aston Martin Aramco-Mercedes | 1:20,419 | –        | –        | 16    |
| 18   | Lance Stroll     | Aston Martin Aramco-Mercedes | 1:20,520 | –        | –        | 20    |
| 19   | Alexander Albon  | Williams-Mercedes            | 1:20,859 | –        | –        | 17    |
| 20   | Nicholas Latifi  | Williams-Mercedes            | 1:21,167 | –        | –        | 18    |

Anmerkungen
1. ↑  Magnussen erhielt wegen eines Austausches der Power Unit eine Startplatzstrafe von fünf Plätzen.
2. ↑  Stroll erhielt aufgrund einer Kollision beim Großen Preis der USA mit Alonso eine Startplatzstrafe von drei Plätzen.

### Rennen
| Pos. | Fahrer           | Konstrukteur                 | Runden | Stopps | Zeit        | Start | Schnellste Runde |
| ---- | ---------------- | ---------------------------- | ------ | ------ | ----------- | ----- | ---------------- |
| 01   | Max Verstappen   | Red Bull Racing-RBPT         | 71     | 1      | 1:38:36,729 | 01    | 1:22,046 (36.)   |
| 02   | Lewis Hamilton   | Mercedes                     | 71     | 1      | + 15,186    | 03    | 1:22,062 (32.)   |
| 03   | Sergio Pérez     | Red Bull Racing-RBPT         | 71     | 1      | + 18,097    | 04    | 1:21,775 (30.)   |
| 04   | George Russell   | Mercedes                     | 71     | 2      | + 49,431    | 02    | 1:20,153 (71.)   |
| 05   | Carlos Sainz jr. | Ferrari                      | 71     | 1      | + 58,123    | 05    | 1:22,199 (32.)   |
| 06   | Charles Leclerc  | Ferrari                      | 71     | 1      | + 68,774    | 07    | 1:22,603 (48.)   |
| 07   | Daniel Ricciardo | McLaren-Mercedes             | 70     | 1      | + 1 Runde   | 11    | 1:22,022 (48.)   |
| 08   | Esteban Ocon     | Alpine-Renault               | 70     | 1      | + 1 Runde   | 10    | 1:23,279 (48.)   |
| 09   | Lando Norris     | McLaren-Mercedes             | 70     | 1      | + 1 Runde   | 08    | 1:23,402 (48.)   |
| 10   | Valtteri Bottas  | Alfa Romeo-Ferrari           | 70     | 1      | + 1 Runde   | 06    | 1:23,636 (43.)   |
| 11   | Pierre Gasly     | AlphaTauri-RBPT              | 70     | 1      | + 1 Runde   | 14    | 1:22,277 (42.)   |
| 12   | Alexander Albon  | Williams-Mercedes            | 70     | 1      | + 1 Runde   | 17    | 1:22,914 (48.)   |
| 13   | Zhou Guanyu      | Alfa Romeo-Ferrari           | 70     | 1      | + 1 Runde   | 12    | 1:22,260 (47.)   |
| 14   | Sebastian Vettel | Aston Martin Aramco-Mercedes | 70     | 1      | + 1 Runde   | 16    | 1:23,086 (45.)   |
| 15   | Lance Stroll     | Aston Martin Aramco-Mercedes | 70     | 2      | + 1 Runde   | 20    | 1:22,463 (42.)   |
| 16   | Mick Schumacher  | Haas-Ferrari                 | 70     | 1      | + 1 Runde   | 15    | 1:23,641 (30.)   |
| 17   | Kevin Magnussen  | Haas-Ferrari                 | 70     | 1      | + 1 Runde   | 19    | 1:23,300 (49.)   |
| 18   | Nicholas Latifi  | Williams-Mercedes            | 69     | 1      | + 2 Runden  | 18    | 1:23,709 (56.)   |
| 19   | Fernando Alonso  | Alpine-Renault               | 63     | 1      | DNF         | 09    | 1:22,866 (48.)   |
| –    | Yuki Tsunoda     | AlphaTauri-RBPT              | 50     | 1      | DNF         | 13    | 1:23,403 (48.)   |

## WM-Stände nach dem Rennen
Die ersten zehn des Rennens bekamen 25, 18, 15, 12, 10, 8, 6, 4, 2 bzw. 1 Punkt(e). Zusätzlich gab es einen Punkt für die schnellste Rennrunde, da der Fahrer unter den ersten Zehn landete.

### Fahrerwertung
| Pos. | Fahrer           | Konstrukteur                 | Punkte |
| ---- | ---------------- | ---------------------------- | ------ |
| 01   | Max Verstappen   | Red Bull Racing-RBPT         | 416    |
| 02   | Sergio Pérez     | Red Bull Racing-RBPT         | 280    |
| 03   | Charles Leclerc  | Ferrari                      | 275    |
| 04   | George Russell   | Mercedes                     | 231    |
| 05   | Lewis Hamilton   | Mercedes                     | 216    |
| 06   | Carlos Sainz jr. | Ferrari                      | 212    |
| 07   | Lando Norris     | McLaren-Mercedes             | 111    |
| 08   | Esteban Ocon     | Alpine-Renault               | 82     |
| 09   | Fernando Alonso  | Alpine-Renault               | 71     |
| 10   | Valtteri Bottas  | Alfa Romeo-Ferrari           | 47     |
| 11   | Sebastian Vettel | Aston Martin Aramco-Mercedes | 36     |

| Pos. | Fahrer           | Konstrukteur                 | Punkte |
| ---- | ---------------- | ---------------------------- | ------ |
| 12   | Daniel Ricciardo | McLaren-Mercedes             | 35     |
| 13   | Kevin Magnussen  | Haas-Ferrari                 | 24     |
| 14   | Pierre Gasly     | AlphaTauri-RBPT              | 23     |
| 15   | Lance Stroll     | Aston Martin Aramco-Mercedes | 13     |
| 16   | Mick Schumacher  | Haas-Ferrari                 | 12     |
| 17   | Yuki Tsunoda     | AlphaTauri-RBPT              | 12     |
| 18   | Zhou Guanyu      | Alfa Romeo-Ferrari           | 6      |
| 19   | Alexander Albon  | Williams-Mercedes            | 4      |
| 20   | Nicholas Latifi  | Williams-Mercedes            | 2      |
| 21   | Nyck de Vries    | Williams-Mercedes            | 2      |
| 22   | Nico Hülkenberg  | Aston Martin Aramco-Mercedes | 0      |

### Konstrukteurswertung
| Pos. | Konstrukteur         | Punkte |
| ---- | -------------------- | ------ |
| 01   | Red Bull Racing-RBPT | 696    |
| 02   | Ferrari              | 487    |
| 03   | Mercedes             | 447    |
| 04   | Alpine-Renault       | 153    |
| 05   | McLaren-Mercedes     | 146    |

| Pos. | Konstrukteur                 | Punkte |
| ---- | ---------------------------- | ------ |
| 06   | Alfa Romeo-Ferrari           | 53     |
| 07   | Aston Martin Aramco-Mercedes | 49     |
| 08   | Haas-Ferrari                 | 36     |
| 09   | AlphaTauri-RBPT              | 35     |
| 10   | Williams-Mercedes            | 8      |